# 1946 w filmie
Wydarzenia filmowe w 1946 roku.

## Wydarzenia
- 17 maja – w dawnym niemieckim miasteczku filmowym Babelsberg pod Poczdamem powstało Deutsche Film AG (DEFA), którym kierowali: Alfred Lindemann, Hans Klering, Kurt Maetzig i Willy Schiller.
- 1 sierpnia – pierwszy numer czasopisma Film

## Premiery

### Filmy polskie
- 14 sierpnia – Czarne diamenty – reż. Jerzy Gabryelski (produkcja w 1939)
- W chłopskie ręce – reż. Leonard Buczkowski
- Wielka droga – reż. Michał Waszyński

#### Inne
- Dwie godziny – premiera 9 grudnia 1957

### Filmy zagraniczne
- Osławiona – reż. Alfred Hitchcock
- Droga do Utopii – reż. Hal Walker, wyk. Bing Crosby, Bob Hope, Dorothy Lamour
- Blue Skies – reż. Stuart Heisler, wyk. Bing Crosby, Fred Astaire
- Stagecoach to Denver – reż. R.G. Springsteen

## Nagrody filmowe
- Oscary
  - Najlepszy film – Najlepsze lata naszego życia
  - Najlepszy aktor – Fredric March (Najlepsze lata naszego życia)
  - Najlepsza aktorka – Olivia de Havilland (Najtrwalsza miłość)
  - Wszystkie kategorie: Oscary w roku 1946
- Festiwal w Cannes
  - Złota Palma: Alf Sjöberg –  Skandal

## Urodzili się
- 1 stycznia – Andrzej Seweryn, polski kierownik produkcji
- 3 stycznia – Victoria Principal, amerykańska aktorka
- 5 stycznia – Diane Keaton, amerykańska aktorka
- 16 stycznia – Kabir Bedi, hinduski aktor
- 19 stycznia – Dolly Parton, amerykańska piosenkarka i aktorka
- 20 stycznia – David Lynch, amerykański reżyser (zm. 2025)
- 5 lutego – Charlotte Rampling, angielska aktorka
- 17 lutego – Maciej Englert, polski aktor i reżyser
- 12 marca – Liza Minnelli, amerykańska aktorka i piosenkarka
- 18 kwietnia – Hayley Mills, brytyjska aktorka
- 25 kwietnia:
  - Talia Shire, aktorka
  - Andrzej Seweryn, polski aktor
- 18 maja – Andreas Katsulas, amerykański aktor (zm. 2006)
- 20 maja – Cher, amerykańska aktorka i piosenkarka
- 2 czerwca – Lasse Hallström, szwedzki reżyser
- 5 czerwca – Stefania Sandrelli, włoska aktorka
- 8 czerwca – Piotr Fronczewski, polski aktor
- 16 sierpnia – Lesley Ann Warren, amerykańska aktorka
- 7 września:
  - Jerzy Łukaszewicz, polski reżyser i operator filmowy
  - Olgierd Łukaszewicz, polski aktor
- 15 września:
  - Tommy Lee Jones, amerykański aktor
  - Oliver Stone, amerykański reżyser
- 18 września – Nicholas Clay, aktor (zm. 2000)
- 4 października – Susan Sarandon, amerykańska aktorka
- 6 listopada – Sally Field, amerykańska aktorka
- 18 listopada – Andrea Allan,  aktorka
- 21 listopada:
  - Emma Cohen, aktorka
  - Ulla Jessen, aktorka
- 22 listopada – Baisho Mitsuko, aktorka
- 25 listopada – Marika Lindstrom, aktorka
- 27 listopada – Nina Maslova, aktorka
- 14 grudnia:
  - Jane Birkin, angielsko-francuska aktorka (zm. 2023)
  - Patty Duke, aktorka (zm. 2016)
- 18 grudnia – Steven Spielberg, amerykański reżyser